# Хицхусен
Хицхусен (њем. Hitzhusen) општина је у њемачкој савезној држави Шлезвиг-Холштајн. Једно је од 95 општинских средишта округа Зегеберг. Према процјени из 2010. у општини је живјело 1.277 становника. Посједује регионалну шифру (AGS) 1060040.

## Географски и демографски подаци
Хицхусен се налази у савезној држави Шлезвиг-Холштајн у округу Зегеберг. Општина се налази на надморској висини од 24 метра. Површина општине износи 7,9 km². У самом мјесту је, према процјени из 2010. године, живјело 1.277 становника. Просјечна густина становништва износи 161 становника/km².

## Међународна сарадња
| Мјесто    | Држава | Врста сарадње | Од    |
| --------- | ------ | ------------- | ----- |
| Сомерстет | Данска | партнерство   | 1954. |
| Извор     |        |               |       |